# María de Zayas
María de Zayas y Sotomayor (Madrid, 1590 – 1647)  foi uma escritora do Século de Ouro Espanhol. É considerada por alguns críticos como uma das pioneiras do feminismo na literatura, enquanto outros a consideram apenas uma escritora barroca de sucesso. As personagens femininas nas história de Zaya eram utilizadas para esclarecer as leitoras sobre as dificuldades das mulheres na sociedade espanhola, ou para instruí-las nas formas apropriadas de conduzir suas vidas.